# Werner Groh
Werner Groh (* 9. Oktober 1919 in Karlsruhe; † 23. März 2011 ebenda) war ein deutscher Architekt. 

## Leben
Der Sohn eines Lehrers brach den Besuch des Gymnasiums ab und absolvierte 1936–1938 eine Lehre im Bauhandwerk. Es folgte ab 1941 ein Architekturstudium am Staatstechnikum Karlsruhe, das er nach Unterbrechungen durch Reichsarbeitsdienst und Dienst als Offizier im Zweiten Weltkrieg erst 1949 beendete. Nach einer ersten kurzen beruflichen Beschäftigung in einem Ingenieurbüro für Bauwesen arbeitete Groh 1949–1952 als angestellter Architekt im Erzbischöflichen Bauamt Heidelberg; hier war er als örtlicher Bauleiter auch beteiligt am Wiederaufbau der katholischen Stadtkirche St. Stephan (1951–1955). 

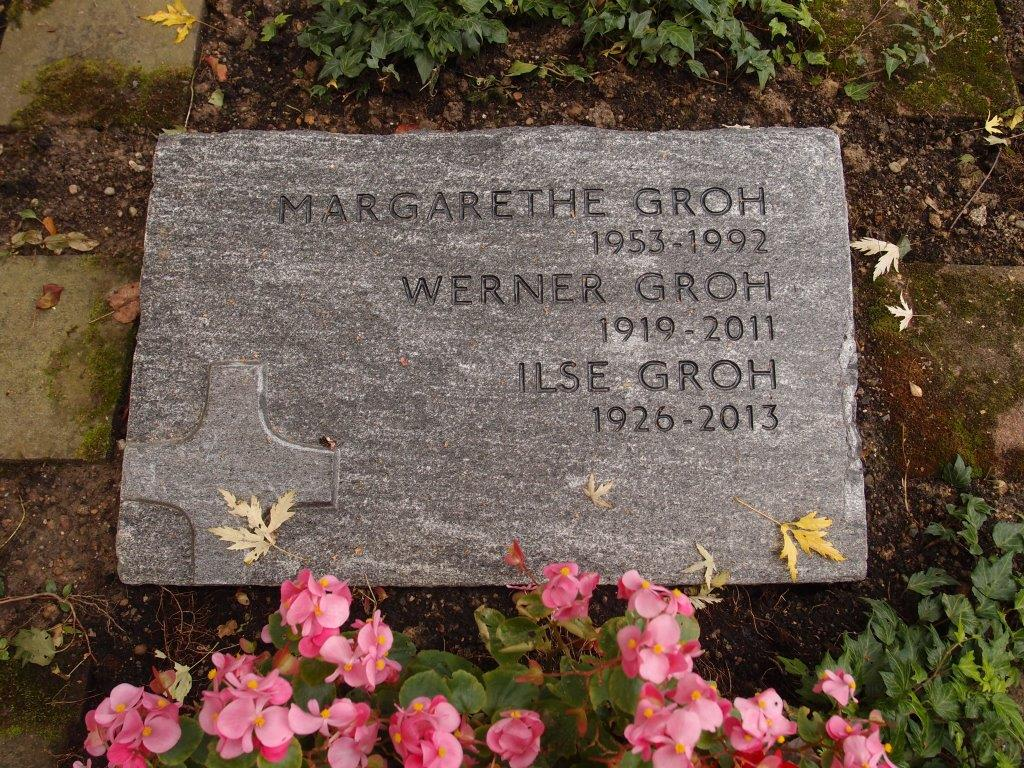
Grab Werner Groh

Im Jahr 1951 machte er sich als freier Architekt mit eigenem Büro selbständig und wurde zu einem der führenden Kirchenarchitekten der 1950er bis 1970er Jahre in Baden. Weitere Bauaufgaben waren Gemeindezentren und Kindergärten. Größere Aufträge waren auch 1961–1972 die Beteiligung am Neubau der Staatlichen Ingenieurschule Karlsruhe (heute Hochschule Karlsruhe – Technik und Wirtschaft) sowie der Neu- und Umbau einer Kur- und Rehaklinik in Sasbachwalden. 
Groh war Mitglied im Bund Deutscher Architekten (BDA) und in der Gemeinschaft christlicher Künstler der Erzdiözese Freiburg. Er verstarb mit 91 Jahren in seiner Heimatstadt und ist auf dem Friedhof Rüppurr in Karlsruhe begraben. 

## Werke
(Auswahl)
- 1951: Bauleitung beim Wiederaufbau der katholischen Stadtkirche St. Stephan (1951–1955)
- 1953–1954: Wiederaufbau der Bernharduskirche
- 1954–1955: Wiederaufbau von St. Peter und Paul, Mühlburg
- 1955–1956: St. Josef in Grünwinkel
- 1955–1957: St. Konrad (Karlsruhe)
- 1957–1959: Sankt Martin in Rintheim
- 1960–1961: Heilig-Kreuz-Kirche in Knielingen
- 1964: St. Maria Frieden in Calw-Wimberg
- 1965–1966: St. Michael (Beiertheim)
- 1966–1970: Unterrichtsgebäude der Hochschule Karlsruhe
- 1967–1968: Vaterunser-Kapelle (Buchenbach)
- 1968–1970: Gemeindezentrum St. Matthias, Nordweststadt
- 1977–1980: Kur- und Rehakliniken Dr. Wagner in Sasbachwalden (Neu- und Umbau)